# María Barros
María Barros (La Coruña, 27 de enero de 1980) es una diseñadora de moda española.

## Biografía
Estudió Diseño de Moda en el Istituto Europeo di Design de Milán, cuya tesis le dirige la directora de Vogue Italia, Franca Sozzani. Con 21 años obtiene el premio "Moët & Chandon Young Fashion Award" a la mejor diseñadora joven Europea, otorgado por la Camera Nazionale della Moda Italiana en la ciudad de Milán, quien le organiza su primer desfile durante la Semana de la moda de Milán. Tras trabajar con diseñadores como Roberto Cavalli en Florencia, Modesto Lomba en Madrid o Pupi Solari en Milán, crea su propia firma: Maria Barros. A partir de ese momento presenta sus colecciones en diferentes pasarelas internacionales, como la Pasarela Gaudi o la Semana de la moda de Milán.